# Georg Simmel
Georg Simmel (Berlino, 1º marzo 1858 – Strasburgo, 28 settembre 1918) è stato un sociologo e filosofo tedesco.
Ad oggi è considerato uno dei padri fondatori della sociologia, insieme a Émile Durkheim, Karl Marx e Max Weber. Il suo pensiero ha ispirato molti e in modi diversi, anche per la vastità della sua opera. Attraverso la mediazione di Robert Park divenne un autore di riferimento per la Scuola di Chicago; la sua sociologia venne accostata alla psicologia sociale di George Herbert Mead.

## Biografia
Nasce a Berlino da una famiglia di origine ebraica convertita al Cristianesimo. Nel 1881 consegue la laurea presso l'università di Berlino e nel 1885 ottiene la prima cattedra. 
Nel periodo compreso tra il 1890 e il 1900 compone i suoi più importanti trattati sociologici: 
- 1890 Sulla differenziazione sociale
- 1892 I problemi della filosofia della storia
- 1894 Il problema della sociologia
- 1895 La moda
- 1900 Filosofia del denaro
- 1903 La metropoli e la vita dello spirito

Tra il 1900 e il 1914 compone altre opere, continuando la sua ricerca in ambito sociologico e alcuni saggi sul relativismo. Nel 1914 diventa professore ordinario all'università di Strasburgo.
Durante la guerra scrive le sue ultime opere, riguardanti esclusivamente la filosofia della vita: 
- 1912 Il conflitto della cultura moderna
- 1912 Sulla filosofia della religione
- 1918 L'intuizione della vita. Quattro capitoli metafisici

L'influsso di Simmel, che annoverava tra i suoi studenti a Berlino figure importanti come Bloch, Lukàcs, Buber, Pannwitz, è stato notevole sia sul pensiero filosofico, sia su quello sociologico. L'esistenzialismo, poi, ha ripreso alcuni dei temi da lui affrontati; si pensi in particolare all'originale trattazione del problema della morte e del tempo. I suoi personali riferimenti furono Kant, Nietzsche, Schopenhauer, a partire dai quali elaborò tuttavia una concezione mistica, nella quale non è assente l'influsso di Bergson. Morì a Strasburgo nel 1918.
In Italia la sua opera è stata tradotta dal milanese Antonio Banfi a cavallo tra le due guerre mondiali ed è stata punto di partenza fondamentale per la fenomenologia degli stili, influenzando lo studio dell'arte moderna e contemporanea.

## Ricerche sociologiche
Simmel per primo si interessa dal punto di vista sociologico dei fenomeni legati ai grandi agglomerati metropolitani.
Per Simmel la sociologia studia le forme dell'interazione più di quanto queste incidano effettivamente; in pratica i sociologi non possono spiegare il perché di un'azione, perché l'azione è legata alla spontaneità individuale, ma possono analizzare le forme che l'azione può assumere. Simmel analizza gli effetti sociali della modernizzazione e nella sua opera troviamo riferimento a tre temi fondamentali:
- la dimensione delle aggregazioni
- la divisione del lavoro
- il denaro-razionalità

Egli studia il passaggio dal piccolo gruppo al grande gruppo (il quale, raggiunta una certa dimensione, deve sviluppare forme e organi), in cui l'individuo diventa sempre più solo, analizzando gruppi di elementi (diade, triade, ecc.). 
La divisione del lavoro porta alla frammentazione della vita sociale, le cerchie sociali da concentriche diventano tangenziali e incoraggia l'individualismo e l'egoismo.
Il denaro è la fonte e l'espressione della razionalità e dell'intellettualismo metropolitano ed è qualcosa di assolutamente impersonale, è un livellatore, riduce qualsiasi valore qualitativo ad una base quantitativa, portando quindi al determinarsi dell'ipertrofia della cultura oggettiva e all'atrofia della cultura soggettiva.
La città moderna, la metropoli, porta ad una vita alienata.
Nell'individuo metropolitano le sfere della famiglia e del vicinato, tipiche della comunità, perdono il loro peso, per essere sostituite dalla sfera dei mille contatti superficiali. L'individuo metropolitano vive una vita nervosa, perché un susseguirsi frenetico di immagini colpiscono il suo sistema nervoso, causando una diminuzione della capacità di reazione agli stimoli (uomo blasé). L'individuo è quindi costretto a cercare rifugio negli spazi interstiziali dove si sostanzia la ricerca dell'"altrove" e dove è totalmente assente il condizionamento rigido del contesto sociale.
La diffusione del pensiero di Georg Simmel si deve anche al contributo del sociologo statunitense di origine tedesca e allievo di Karl Mannheim, Kurt Heinrich Wolff accademico alla Brandeis University, Presidente del Comitato di Ricerca per la Sociologia della conoscenza dell'International Sociological Association e Presidente della Società Internazionale per la Sociologia della Conoscenza, che ne tradusse parte dell'opera in inglese.
L'autore distingue tra sociologia generale, formale e filosofica. La sociologia generale ha per oggetto l'intera vita storica per come è determinata dalle relazioni sociali. Quella formale studia le forme della società per come emergono dalle interazioni tra gli individui. La sociologia filosofica riguarda l'epistemologia delle scienze sociali e la metafisica degli specifici argomenti d'investigazione. Il pensiero di Simmel è sostanzialmente caratterizzato da idee relativistiche, in quanto egli non ritiene che vi siano leggi storiche valide obiettivamente.  A questa conclusione perviene con "L'intuizione della vita" del 1918, in cui individua il contenuto storico in "forme" in cui si cristallizza la vita, ovvero il modo in cui si esprime, ma non si esaurisce solo in esse, ma anche nello stesso meccanismo evolutivo che le muta, per cui non si può pervenire all'individualizzazione di un fattore intrinseco, riconoscibile, poiché delle due componenti, forma e meccanismo evolutivo, solo il primo può essere noto.

### La filosofia del denaro
Nel 1889 Simmel pubblica un articolo denominato La Psicologia del denaro in un seminario di scienze politiche. Questo sarà il primo di tanti altri articoli che verranno pubblicati tra il 1896 ed il 1899 e che formeranno la base sulla quale verrà pubblicato nel 1900 il libro La filosofia del denaro. Il denaro, per Simmel, rappresentava tutta una visione del mondo basata sullo scambio e sulle mille interrelazioni sociali che questi scambi contribuiscono a creare. Nelle intenzioni dell'autore, l'opera non dovrebbe contenere una singola riga relativa all'economia. Karl Joel, nel recensire il libro, ha suggerito che questo spazia dall'economia alla filosofia e si pone in uno spazio di idee nel quale l'economia cessa di operare.
Nel libro il denaro viene visto come vero simbolo astratto di relazioni astratte di tipo economico. Goldscheid e Conrad Schmidt hanno criticato questa opera per aver ignorato la funzione di capitale, ovvero accumulo, del denaro, per come viene visto in Karl Marx. In difesa dell'autore è stato scritto che, sebbene La filosofia del denaro non sarebbe stata possibile senza Il Capitale, i due libri trattando lo stesso argomento, hanno punti di vista molto diversi. Marx vede l'aspetto economico, Simmel quello sociologico.
Weber afferma che Simmel abbia eseguito una dettagliata analisi della razionalità dei mezzi e dei fini ed abbia trovato nel denaro il primo esempio di un mezzo che diventa un fine.
Alcune delle tematiche principali del libro sono le seguenti:
- l'idea di valore è puramente psicologica. Il valore, secondo Simmel, è creato a partire dai desideri di oggetti che rimangono insoddisfatti
- lo scambio è visto come un mezzo pacifico ed equo per superare la distanza tra se stessi e gli oggetti desiderati; e la situazione nella quale un individuo sia in possesso di oggetti non desiderati e ne cerchi altri
- una tematica che non viene messa in discussione, ma data per scontata, è quella della proprietà. La proprietà è qualcosa che non esiste in natura, il che significa che il furto e la pirateria presuppongono l'aver stabilito dei diritti di proprietà delle cose
- l'idea di scarsità è collegata all'idea di sacrificio, inteso nel senso religioso del termine
- riguardo alle specifiche proprietà del denaro, viene affermato che:
  - il denaro non ha bisogno di avere un valore intrinseco
  - il prezzo espresso in denaro non ha bisogno di rappresentare un valore reale ma rappresenta una proporzione tra la quantità di denaro disponibile e la quantità di denaro che può essere chiesta in cambio di un oggetto
  - la disponibilità fisica del denaro diventa sempre meno necessaria per l'aumento della produzione e della ricchezza
  - gli scambi monetari stabiliscono delle relazioni tra le persone, tali relazioni possono anche avere solamente un carattere monetario
  - ha detto: "Work and financial wealth will be found together with peace"

## Opere
Tra parentesi e in corsivo sono indicati i titoli delle edizioni italiane.
- Über sociale Differenzierung, Leipzig: Duncker & Humblot, 1890 (Sulla differenziazione sociale)
- Einleitung in die Moralwissenschaft, 2 voll., Berlin: Hertz, 1892–93 (Introduzione alla scienza dell'etica)
- Die Probleme der Geschichtphilosophie, Leipzig: Duncker & Humblot, 1892, 2ª ediz. 1905 (I problemi della filosofia della storia)
- Dantes Psychologie, 1894 (La psicologia di Dante, InSchibboleth, Roma, 2021)
- Philosophie des Geldes, Leipzig: Duncker & Humblot, 1900, 2ª ediz. 1907 (La filosofia del denaro)
- Die Großstädte und das Geistesleben, Dresden: Petermann, 1903 (La metropoli e la vita dello spirito)
- Kant, Leipzig: Duncker & Humblot, 1904, 6ª ediz. 1924 (Kant. Sedici lezioni)
- Kant und Goethe, Berlin: Marquardt, 1906 (Kant e Goethe)
- Die Religion, Frankfurt am Main: Rütten & Loening, 1906, 2ª ediz. 1912 (La religione)
- Schopenhauer und Nietzsche, Leipzig: Duncker & Humblot, 1907 (Schopenhauer e Nietzsche)
- Soziologie, Leipzig: Duncker & Humblot, 1908 (Sociologia: indagine sulle forme di associazione)
- Hauptprobleme der Philosophie, Leipzig: Göschen, 1910 (Problemi fondamentali della filosofia)
- Philosophische Kultur, Leipzig: Kröner, 1911, 2ª ediz. 1919
- Goethe, Leipzig: Klinkhardt, 1913
- Grundfragen der Soziologie, Berlin: Göschen, 1917 (Domande fondamentali di sociologia)
- Rembrandt, Leipzig: Wolff, 1917 (Rembrandt. Un saggio di filosofia dell'arte)
- Lebensanschauung, München: Duncker & Humblot, 1918
- Zur Philosophie der Kunst, Potsdam: Kiepenheuer, 1922
- Fragmente und Aufsätze aus dem Nachlass, a cura di G. Kantorowicz, München: Drei Masken Verlag, 1923
- Brücke und Tür, a cura di M. Landmann & M. Susman, Stuttgart: Koehler, 1957 (Ponte e porta. Saggi di estetica)
- Rom. Eine ästhetische Analyse, pubblicato sul settimanale viennese Die Zeit. Wiener Wochenschrift für Politik, Volkswirtschaft, Wissenschaft und Kunst il 28 maggio 1898
- Florenz, pubblicato sulla rivista berlinese Der Tag il 2 marzo 1906
- Venedig pubblicato sul giornale di Monaco Der Kunstwart. Halbmonatsschau über Dichtung, Theater, Musik, bildende und angewandte Kunst, giugno 1907
- Der Arme, Dunker und Humblot, Berlin, 1908, (Il povero, Armando Editore, Roma, 2001)